# Wendell Ford
Wendell Hampton Ford (ur. 8 września 1924 w Owensboro, zm. 22 stycznia 2015 tamże) – amerykański polityk, senator ze stanu Kentucky w latach 1974-1999, członek Partii Demokratycznej.

## Młodość
Jako uczeń uczęszczał do szkół w Daviess. W latach 1942–1943 studiował na Uniwersytecie Kentucky. W 1944 zaciągnął się do armii amerykańskiej, a w 1947 ukończył Maryland School of Insurance. Pracował w branży ubezpieczeniowej. W latach 1949–1962 członek Gwardii Narodowej Kentucky.

## Kariera polityczna
W latach 1959–1963 główny doradca gubernatora Kentucky Berta Combsa. W okresie 1965–1967 zasiadał w Senacie Kentucky. 1967-1971 wicegubernator, a w latach 1971-1974 gubernator Kentucky. Podczas jego rządów żywność była zwolniona z podatku VAT.
Od 28 grudnia 1974 do 3 stycznia 1999 nieprzerwanie sprawował mandat Senatora Stanów Zjednoczonych. W 1998 podjął decyzję o zakończeniu kariery politycznej.